# Польцо
Польцо́ (рос. Польцо, ерз. Польцо) — село у складі Ковилкінського району Мордовії, Росія. Входить до складу Рибкинського сільського поселення.
Населення — 304 особи (2010; 299 у 2002).
Національний склад станом на 2002 рік:
- росіяни — 82 %